# Janelle Salaün
Janelle Illona Salaün (Paris, 5 de setembro de 2001) é uma jogadora de basquete francesa.

## Carreira profissional
Salaün treinou no Centre Fédéral, com média de 9,4 pontos, 7,7 rebotes em 27 minutos de jogo na Ligue 2 em 2018-2019, ela assinou seu primeiro contrato profissional com o Flammes Carolo. Decepcionada com a falta de tempo de jogo, ingressou no Villeneuve-d'Ascq no ano seguinte. Salaün marcou 17 pontos em 3 de outubro de 2021 contra o Charnay e 14 pontos em 2 de dezembro contra o Tarbes.
Sua temporada 2023-2024 com Villeneuve-d'Ascq foi muito bem-sucedida. Desempenhando papel importante em sua equipe, Salaün conseguiu chegar à final da EuroLeague e conquistou o título nacional da LFB. Esta temporada de sucesso encerrou assim a sua experiência na França quando decidiu, no final da temporada, ingressar no clube italiano Familia Schio.

## Carreira na seleção
Salaün representou a seleção francesa sub-16 no Campeonato Europeu Sub-16 de 2018, onde conquistou a medalha de ouro. Ela também ganhou a medalha de prata na Copa do Mundo Sub-17 de 2018 ao lado de Iliana Rupert e Marine Fauthoux.
Com o Euro Sub-20 2021 cancelado por motivos de saúde, a FIBA organizou os European Challengers nos quais Salaün se destacou, notadamente contra a Polônia com 26 pontos em sucessos de arremessos em 17/11, incluindo 2/4 em 3 pontos, 21 rebotes e 4 assistências. A França terminou o Desafio invicta com 5 vitórias e Salaün teve média de 17,0 pontos com 57,9% de arremessos, 10,2 rebotes e 2,0 assistências, nos quais foi eleita a MVP do torneio.
Nos Jogos Olímpicos de Verão de 2024, em Paris, conquistou a medalha de prata no torneio feminino do basquetebol, após confronto na final contra a equipe dos Estados Unidos.